# Frank Film
Frank Film é um filme de animação em curta-metragem estadunidense de 1973 dirigido e escrito por Caroline Mouris e Frank Mouris. Venceu o Oscar de melhor curta-metragem de animação na edição de 1974.